# Anne, vévodkyně z Cumberlandu a Strathearnu
Anne, vévodkyně z Cumberlandu a Strathearnu (rozená Luttrell, později Horton; 24. ledna 1743, Marylebone – 28. prosince 1808, Terst) byla členkou britské královské rodiny, manželka prince Henryho, vévody z Cumberlandu a Strathearnu. Její sestrou byla lady Elizabeth Luttrell, která byla její společnicí a spravovala její domov.

## Mládí
Anne se narodila v Marylebone v Londýně a pokřtěná byla 17. února 1742 v St Marylebone ve Westminsteru v Middlesexu v Anglii, ačkoliv jiný zdroj uvádí 17. února 1743. Byla dcerou Simona Luttrella, později prvního hraběte z Carhamptonu, a jeho manželky Judith Marie Lawesové, dcery sira Nicholase Lawese. Její mladší sestra a oddaná společnice Elizabeth se narodila 3. února 1744 v Londýně.
Její otec byl členem Dolní sněmovny, mezitím získal v Irsku v roce 1768 titul barona Irnhama, v roce 1781 vikomta Carhamptona a v roce 1785 hraběte z Carhamptonu.

## Manželství
Anne se poprvé provdala 4. srpna 1765 za prostého občana Christophera Hortona (někdy hláskovaného Houghton) z Catton Hall.
Později si vzala prince Henryho, vévodu z Cumberlandu a Strathearnu, šesté dítě Frederika, prince z Walesu, a Augusty Sasko-Gothajská, a mladšího bratra Jiřího III. Jejich svatba se konala na Hertford Street v Mayfair v Londýně dne 2. října 1771.
Jiří III. manželství neschvaloval, protože Anne byla prostou občankou a dříve vdaná. Později v roce 1772 nechal schválit zákon o královských manželstvích, aby zabránil tomu, aby se jakýkoli potomek Jiřího II. oženil bez souhlasu panovníka. Tento zákon zůstal v platnosti až do schválení nástupnického zákona o koruně z roku 2013, který kromě několika dalších úprav, omezil požadavek na získání královského souhlasu pouze na prvních šest osob v řadě na trůn (původně požadavek platil na všechny potomky). Vzhledem k tomu, že ustanovení zákona nemohla být aplikována zpětně, byl sňatek Anny a vévody považován za platný.
Cumberlandovi se přestěhovali do York House, přejmenovaného na Cumberland House, na Pall Mall a žili tam až do vévodovy smrti v roce 1790. V roce 1800 jej ovdovělá vévodkyně odevzdala bankám, které na něj držely hypotéky.

## Charakter a vzhled
Horace Walpole napsal, že „její koketérie byla tak činná, tak rozmanitá a přesto tak obvyklá, že bylo těžké ji nevidět a přitom tak těžké jí odolat.“ Obecně byla považována za velkou krásku, ačkoli Walpole ji považoval za pouze "hezkou", až na její zelené oči, o kterých připustil, že jsou okouzlující. To, že její oči byly pozoruhodně výrazné, potvrzuje několik portrétů Anny od Thomase Gainsborougha, z nichž jeden je ve sbírce Hugha Lanea.